# 世界定向錦標賽
世界定向錦標賽（簡稱WOC）是國際定向越野運動總會每年舉辦的徒步定向比賽。1966年，第一屆世界錦標賽於芬兰菲斯卡斯舉行。當時的錦標賽（除1978年和1979年外）每兩年舉行一次，至2003年改為每年舉行。:24參賽國須為國際定向越野運動總會（IOF）成員。 
最初，錦標賽只設兩個項目：個人賽與接力賽。1991年，增設了較短距離（short distance，並非sprint）項目，賽程約長20至25分鐘。2001年，增設了現存的短途賽（sprint）。賽程30至35分鐘的中距離賽則由2003年起取代了短距離比賽。2014年，錦標賽增設了短途接力賽，每隊兩男兩女，首尾兩棒須由女子賽員完成，中間兩棒則須由男子賽員完成。 

## 歷史
1961年5月21日，保加利亞、捷克斯洛伐克、丹麥、西德、東德、芬蘭、匈牙利、挪威、瑞典、瑞士各國的定向總會於丹麥哥本哈根舉行了會議，成立IOF。其目標為訂立定向運動的標準，以及能夠有效和順利執行的國際競賽規則。1962年，挪威勒滕舉行了首個國際的定向比賽，稱為歐洲錦標賽。首屆歐洲定向錦標賽（EOC）僅得個人賽一項。緊隨其後，1964年EOC於瑞士Le Brassus舉行，新增了接力賽。1966年，改為世界定向錦標賽（WOC），但當時IOF會員仍衹有歐洲國家。自此，WOC每兩年舉辦一次，直至2003年改為每年舉辦。（EOC則於2000年復辦。）

### 短途賽
2001年，IOF全體大會決定將短途賽列入世界定向錦標賽，但當時未有專屬的短途賽製圖標準，故2001年在芬蘭舉行的WOC中，使用的地圖是按一般中長距離徒步定向的製圖標準ISOM（International Specification for Orienteering Maps）繪製。

### 轉變
2019年起，世界定向錦標賽改設城市賽程和森林賽程，間隔舉行：城市世界定向錦標賽於偶數年舉行，僅包括短途、短途接力等城市定向項目；森林世界定向錦標賽則於奇數年舉行，僅包括中距離、長距離等野外項目。IOF主席Leho Haldna認為此種做法有助吸引各國申辦。

## 形式
比賽形式曾多次更改。早期世錦賽僅設一項個人賽事（相當於現時的長距離賽）和一項接力賽事。1991年，增設了第二種個人項目「短距離賽」（short distance，勝出時間為20至25分鐘，而非下文的sprint），其由有二：若干國家認為此種形式能為非北歐賽員帶來機會；長距離賽耗時過久不利電視轉播。:1112001年再加入第三種個人項目（現存的短途賽，sprint），常於歷史城區或公園進行:112。:24, 27
2003年，中距離賽（勝出時間30至35分鐘）取代了短距離賽。:1122012年，IOF第廿三次大會在洛桑舉行，決議於2014年世錦賽中增設短途接力賽。短途接力賽於市區進行，每隊兩男兩女，首尾兩棒須由女跑手完成，而中間兩棒則須由男跑手完成。

### 現有比賽形式
目前錦標賽的項目，森林方面有：
| 項目   | 預計勝出時間 | 註                                   |
| ------ | ------------ | ------------------------------------ |
| 長距離 | 70至100分鐘  | 曾稱為「經典距離」賽                 |
| 中距離 | 30至35分鐘   | 2003年起替代了短距離賽（20至25分鐘） |
| 接力賽 | 3 × 40分鐘   | 每隊三人                             |

賽事對長距離和中距離項目的具體長度沒有規定，而是以第一名的預計完成時間來衡量，同一項目在各年的實際長度有較大差異。各年主辦國安排的賽區植被、地形不同，可跑程度和通視程度亦相異，主辦方在設計賽程時，亦可設定不同的技術難度。:535–536每項分男女子組，同一項目的男女子組賽程相比，女子組較短，爬高較少，控制點數目亦較少。:537
城市方面有：
| 項目     | 預計勝出時間     | 註                     |
| -------- | ---------------- | ---------------------- |
| 短途     | 12至15分鐘       |                        |
| 短途淘汰 | 5至8分鐘         | 於2020年世錦賽首次舉行 |
| 短途接力 | 4 × (12至15分鐘) | 每隊兩男兩女           |

## 地點
錦標賽由各國輪流申辦，實際舉辦地多位於歐洲，尤其北歐。目前僅三屆在歐洲以外舉行，分別是1985年澳大利亞、1993年美國和2005年日本。
| 年份 | 日期          | 地點                     |
| ---- | ------------- | ------------------------ |
| 1966 | 10月1日至2日  | 芬蘭菲斯卡斯             |
| 1968 | 9月28至29日   | 瑞典林雪平               |
| 1970 | 9月27至29日   | 東德弗里德里希罗达       |
| 1972 | 9月14至16日   | 捷克斯洛伐克Staré Splavy |
| 1974 | 9月20至22日   | 丹麥維堡                 |
| 1976 | 9月24至26日   | 英國阿维莫尔             |
| 1978 | 9月15至17日   | 挪威孔斯贝格             |
| 1979 | 9月2至4日     | 芬蘭坦佩雷               |
| 1981 | 9月4至6日     | 瑞士图恩                 |
| 1983 | 9月1至4日     | 匈牙利佐洛埃格塞格       |
| 1985 | 9月4至6日     | 澳大利亞本迪戈           |
| 1987 | 9月3至5日     | 法國热拉尔梅             |
| 1989 | 8月17至20日   | 瑞典舍夫德               |
| 1991 | 8月21至25日   | 捷克斯洛伐克玛丽亚温泉市 |
| 1993 | 10月9至14日   | 美國西點                 |
| 1995 | 8月15至20日   | 德國代特莫尔德           |
| 1997 | 8月11至16日   | 挪威格里姆斯塔           |
| 1999 | 8月1至8日     | 英國印威內斯             |
| 2001 | 7月29至8月4日 | 芬蘭坦佩雷               |
| 2003 | 8月3至9日     | 瑞士拉珀斯维尔/Jona      |
| 2004 | 9月11至19日   | 瑞典韦斯特罗斯           |
| 2005 | 8月9至15日    | 日本愛知                 |
| 2006 | 8月1至5日     | 丹麥奥胡斯               |
| 2007 | 8月18至26日   | 烏克蘭基輔               |
| 2008 | 7月10至20日   | 捷克奧洛穆茨             |
| 2009 | 8月16至23日   | 匈牙利米什科尔茨         |
| 2010 | 8月8至15日    | 挪威特隆赫姆             |
| 2011 | 8月13至20日   | 法國萨瓦                 |
| 2012 | 7月14至22日   | 瑞士洛桑                 |
| 2013 | 7月6至14日    | 芬蘭Vuokatti             |
| 2014 | 7月5至13日    | 意大利特倫托/威尼托      |
| 2015 | 8月1至7日     | 英國印威內斯             |
| 2016 | 8月20至28日   | 瑞典斯特伦斯塔德/塔努姆  |
| 2017 | 7月1至7日     | 愛沙尼亞塔尔图           |
| 2018 | 8月4至1日     | 拉脫維亞里加             |
| 2019 | 8月13至18日   | 挪威东福尔               |
| 2020 | 7月7至11日    | 丹麥瓦埃勒/科靈          |
| 2021 | 7月4至8日     | 捷克多克西               |
| 2022 | 待公佈        | 英國爱丁堡               |

## 成績
北歐是定向運動的發源地，挪威、瑞典、芬蘭三國運動員亦在世錦賽多獲獎牌。自1966年首屆至1995年，世錦賽頒發的220枚獎牌之中，該三國奪得162枚。若不計前述三國，則首位奪金的運動員是來自匈牙利的Sarolta Monspart，她獲得了1972年的女子個人賽金牌。截至2021年，未有亞洲國家在世錦賽獲得獎牌。
瑞士運動員Simone Niggli-Luder在2001年至2013年間，先後八次獲女子長距離金牌，成為當時在同一單項奪金次數最多者。2017年，法國運動員Thierry Gueorgiou也奪得其第八面男子中距離金牌。

## 紀念物

### 郵票

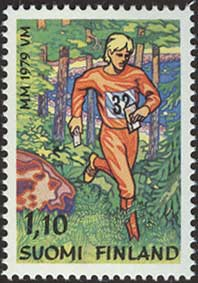
1979年芬蘭世錦賽郵票

### 紀念幣

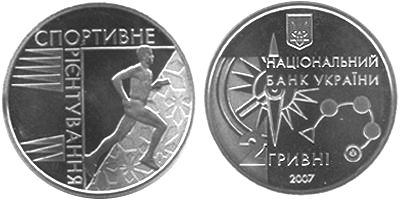
2007年世錦賽紀念幣

2007年，為紀念世錦賽在基輔舉行，烏克蘭國家銀行發行面值2格里夫纳的紀念硬幣，一面刻有指北針和定向地圖上用作標識路線的疊印符號，另一面是手持地圖奔跑的運動員。